# Nodar Mamissaschwili
Nodar Mamissaschwili (georgisch ნოდარ მამისაშვილი, Transkription Nodar Mamissaschwili; russisch Нодар Леванович Мамисашвили, Nodar Lewanowitsch Mamissaschwili, wiss. Transliteration Nodar Levanovič Mamisašvili; englisch Nodar Mamisashvili; * 15. Dezember 1930 in Tiflis, Georgische SSR, Sowjetunion; † 10. Januar 2022) war ein sowjetischer bzw. georgischer Komponist, Musiktheoretiker und Hochschullehrer.

## Leben
Mamissaschwili studierte von 1951 bis 1956 am Konservatorium Tiflis Komposition bei Andria Balantschiwadse, einem Bruder des Choreographen George Balanchine. Von 1955 bis 1959 lehrte er Musiktheorie und Komposition an Musikfachschulen seiner Heimatstadt, 1962 wechselte er als Dozent ans Konservatorium, wo er ab 1965 am Lehrstuhl für Komposition Orchestrierung und Analyse unterrichtete. Von 1967 bis 1972 arbeitete er in der Musikabteilung am Kulturministerium der Georgischen SSR. 1972 wurde er am Konservatorium zum Assistenzprofessor und 1980 zum Professor ernannt. Bei ihm studierte u. a. die georgische Komponistin Maka (Maya) Virsaladze.
Außerdem war er ab 1956 im georgischen Komponistenverband tätig, wo er ab 1973 als Vorstandsmitglied und 1990/1991 als Vorsitzender wirkte. Auch im gesamtsowjetischen Verband war er von 1959 bis 1990 tätig. Ab 1976 arbeitete er als künstlerischer Berater für Rundfunk und Fernsehen. 1989 lehrte er als Dozent an der Geistlichen Akademie Tiflis (Тбилисская духовная академия), einer wiedereröffneten Einrichtung der Georgischen Orthodoxen Kirche, Geschichte der Orthodoxen Kirchenmusik. Zudem war er Vizepräsident der Georgischen Nationalen Akademie der Wissenschaften.

## Schaffen
Mamissaschwilis kompositorisches Werk umfasst verschiedene Gattungen, eine Kinderoper, zwei Ballette, Orchesterwerke, darunter sieben Sinfonien und mehrere Konzerte, Kammermusik, Chor- und Klavierwerke, außerdem Musik für Theater und zahlreiche Filmmusiken, u. a. für den georgischen Spielfilm Ein großes, grünes Tal (1968).
Seine Orchesterwerke tragen oft poetische Titel wie Märchen (1956) oder Die singende Schlucht (1976). Andere beziehen sich auf Ereignisse der Zeitgeschichte wie das sinfonische Gemälde Eis-Obelisk (1959, gewidmet „den Helden  des Großen Vaterländischen Kriegs“), oder auf die georgische Landschaft wie die Suite In Gurien. Aquarelle (1961). Im Frühwerk, etwa in den 24 Präludien für Klavier (1958), zeigen sich noch Einflüsse aus dem Impressionismus. Zusammen mit Sulchan Nassidse, Bidsina Kwernadse, Nodar Gabunia und Gija Kantscheli gehörte Mamissaschwili dann zu einer Generation georgischer Komponisten, die im Zuge der Tauwetter-Periode in den 1960er Jahren mit neuen Kompositionstechniken in Erscheinung traten.
Einen Schwerpunkt seines Gesamtwerks bilden die Sinfonien. Charakteristisch für ihn ist, dass er in diesen Werken teilweise Elektronik einsetzt, so etwa in der 1. Sinfonie Dream (1985), der 3. Sinfonie Vision of the Abyss (1989) und der 5. Sinfonie Triptych (1990).
Darüber hinaus veröffentlichte er wissenschaftliche Schriften und Artikel, u. a. über georgische Kirchenmusik und  Eigenschaften des Glockenklangs. Als sein Hauptwerk gilt das Lehrwerk Über das musikalische System der Drei-Phasen-Komposition (О музикальной системе трёхфазовой композиции, 1978), aus dem er 1980 ein System der Holophonie entwickelte.

## Auszeichnungen
Mamissaschwili wurde 1967 mit dem Titel „Verdienter Künstler der Georgischen SSR“ ausgezeichnet.